# موريهيرو هوسوكاوا
موريهيرو هوسوكاوا (باليابانية: 細川 護熙 هوسوكاوا موريهيرو) (14 يناير 1938 ) سياسي ياباني شغل منصب رئيس الوزراء الياباني التاسع والسبعون.

## روابط خارجية
- موريهيرو هوسوكاوا على موقع IMDb (الإنجليزية)
- موريهيرو هوسوكاوا على موقع الموسوعة البريطانية (الإنجليزية)
- موريهيرو هوسوكاوا على موقع مونزينجر (الألمانية)